# HERMES (expérience)
Pour les articles homonymes, voir Hermès (homonymie).
HERMES est une expérience de physique localisée sur l'accélérateur HERA du centre de recherche DESY à Hambourg (Allemagne).
Son objectif scientifique est l'étude de la structure en spin du nucléon, et de la structure quark-gluon de la matière.
Son instrument principal est un spectromètre.
L'expérience HERMES s'est déroulée de 1995 à 2007 (jusqu'à la fermeture de l'accélérateur HERA).